# Hathliodes fuscovittatus
Hathliodes fuscovittatus là một loài bọ cánh cứng trong họ Cerambycidae.